# Wiciądz
Wiciądz (łuż. witez lub wičaz, ukr. vytiaź, cz. vitěz, ros. витязь – witiaź, ch./s. vȉtēz, cs. vitęzь, lit. vytis) – słowiańskie określenie wybitnego wojownika, bohatera. W języku polskim funkcjonuje obocznie z witeź, które jest rusycyzmem.
Określenie pochodzi zapewne z okresu demokracji wojennej VIII-IX wieku i mogło również oznaczać napadającego na ludność łupieżcę, pierwowzór średniowiecznego, „rycerza-rabusia”. 
W XI i XII wieku u Serbo-Łużyczan występowali vethenici (Miśnia) i vithasii (klasztor w Lautenbergu), jako ludzie zobowiązani do służby wojskowej w grodzie.

## Etymologia
Od prasłowiańskiego vitędzь [< *vitęgь] „bohater, zwycięzca" – stąd polski czasownik zwyciężyć, stpl. zwiciężyć „pokonać przeciwnika w walce, dowieść czegoś, pokonać kogoś w sporze; pokonać sądownie". W języku staropolskim występowało również bez przedrostka „z-": wyciężyć/wiciężyć „pokonać w walce”.